# Hanica

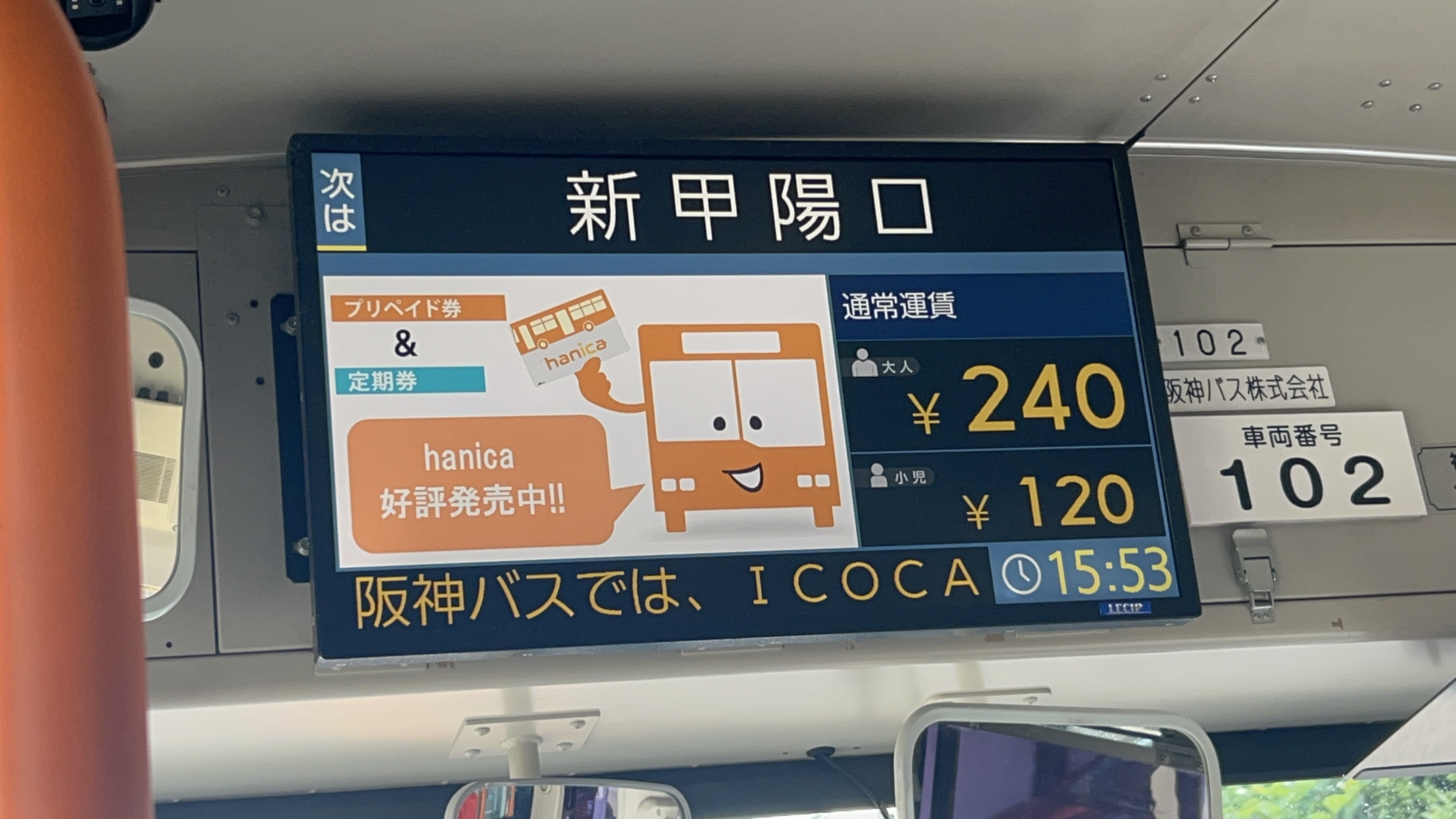
한신 버스 hanica 안내

hanica는 한신 버스 아마가사키 교통사업 진흥 한큐 버스 전용 IC카드이다.

## 역사
- 2012년 4월 1일: 한신버스 한신선 한큐버스 한큐덴엔 버스에 도입
- 2016년 3월 20일: 한신버스 아마가사키 시내선 아마가사키 교통사업 진흥에 도입

## 이용 방법
PiTaPa ICOCA와 동일
- 한신 버스 한신선 한큐 버스는 승차 시 하차 시 터치
- 한신버스 아마가사키 시내선 아마가사키 교통 사업 진흥은 승차 시 터치

## 이용 가능 구간
아래 전 노선에서 이용 가능
- 한신 버스
- 아마가사키 교통사업 진흥
- 한큐 버스

철도에서는 한신전철 한큐전철 JR서일본도 이용할 수 없다.

## 이용 불가 구간
- 공항버스
- 고속버스
- 밤 버스
- 관광버스

## 충전

### 충전 가능 요금[2]
영업소 창구, 충전기
2000엔, 3000엔, 5000엔, 10000엔 충전 가능
차내(요금함)
2000엔, 5000엔, 10000엔 충전 가능.

### 충전 가능 장소

#### 한신 버스・아마가사키 교통사업 진흥[3]
- 아마가사키 영업소
- 니시노미야하마 영업소
- 한신 버스 서비스 센터
- 고시엔 안내소

- 츠카구치 영업소
- 무코 영업소
- 한신 버스 차내

- 오사카 우메다역

- 니시노미야역
- 고베 산노미야역